# Décès en janvier 1960
Décès
- 1956
- 1957
- 1958
- 1959
- 1960
- 1961
- 1962
- 1963
- 1964

Pour une information complémentaire, voir la page d'aide.

| Date          | Nom             | Pays                   | Activités                                                       | Âge   | Source |
| ------------- | --------------- | ---------------------- | --------------------------------------------------------------- | ----- | ------ |
| date inconnue | Jean Lacassagne | Drapeau de la France   | Médecin français.                                               | 73/74 |        |
| 19 janvier    | William Coales  | Drapeau du Royaume-Uni | Athlète britannique, médaillé d'or aux Jeux olympiques de 1908. | 74    |        |